# Zomba (cidade)
Zomba é uma cidade localizada no distrito de Zomba (da qual é sede), na Região Sul do Maláui, ao centro do Planalto de Chire e ao sopé do Maciço de Zomba.
Foi a capital do Protetorado Britânico da África Central e depois do Protetorado da Niassalândia, entidades predecessoras do Maláui. Após a independência malauiense, em 1964, foi a primeira capital nacional e assim permaneceu até 1974, quando Lilongué tornou-se a capital executiva e judiciária. Permaneceu como capital legislativa até 1994, quando a Assembleia Nacional mudou-se finalmente para Lilongué.
A cidade é mais conhecida por sua arquitetura colonial britânica e por ser a sede do Colégio Chanceler da Universidade do Maláui.